# تاج أباد دو (مشيز بردسير)
تاج أباد دو (بالإنجليزية: Tajabad-e Do, Bardsir)‏ هي مستوطنة تقع في إيران في كرمان.